# Østensjøvannet
Østensjøvannet ist ein See in Østmarka in Oslo, Norwegen. Er verfügt über eine Fläche von 0,33 km² und eine maximale Tiefe von 3,2 Metern. Østensjøvannet ist bekannt für seine Vielzahl an Vogelarten. Über 200 verschiedene Spezies wurden im Einzugsgebiet des Sees gesichtet. Während des Sommers ist das Fischen verboten, hingegen ist im Winter das Eisfischen gestattet.

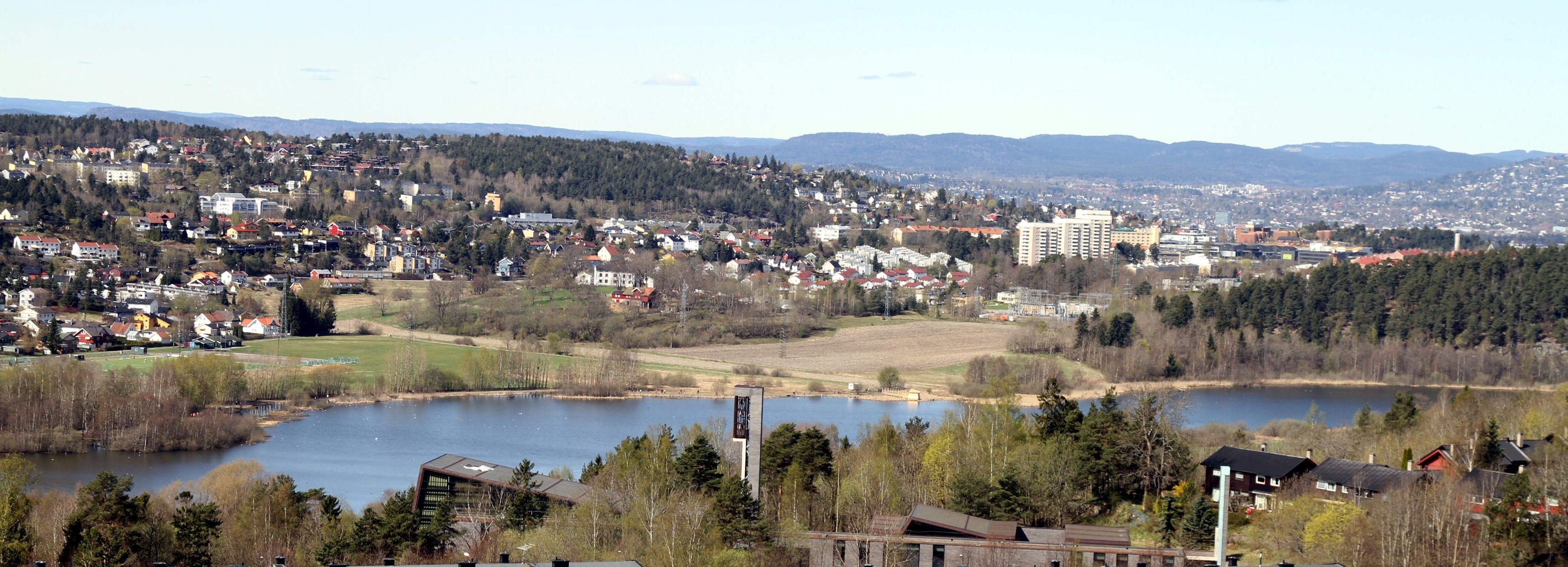
Blick auf Østensjøvannet vom Osten